# Сахель (футбольный клуб)
«Сахель» — футбольный клуб из Нигера. Выступает в Премьер лиге Нигера. Основан в 1974 году. Играет на стадионе Дженерал-Сейни-Кунче, вмещающем 30 000 зрителей.

## История
С 1965 до 1974 года нигерийские футболисты соревновались не в клубах, а в секторах (секциях) Футбольной ассоциации Нигера. Секторы выделялись в соответствии с районами страны. После прихода к власти Высшего военного совета эти сектора были преобразованы в клубы. Клуб «Сахель» образован из бывшего Сектора 7. Временное разрешение на деятельность он получил от администрации Ниамея в феврале 1975 года. В то же время на основе Сектора 6 в столице был создан клуб Olympic FC de Niamey.
25 февраля 1988 года клуб получил постоянное членство в футбольной ассоциации. В Первой лиге, высшем дивизионе нигерийского футбола, «Сахель» стал многократным чемпионом, установив рекорд в 13 побед. Лучшим десятилетием для клуба стали 1990-е года, когда он завоевал пять титулов.

## Достижения
- Премьер лига Нигера: 13

1973, 1974, 1986, 1987, 1990, 1991, 1992, 1994, 1996, 2003, 2004, 2007, 2009
- Кубок Нигера: 9

1974, 1978, 1986, 1987, 1992, 1993, 1996, 2004, 2006
Финалист: 1991, 1999

## Международные соревнования
- Лига чемпионов КАФ: 3

2004 — Второй раунд
2008 — Preliminary Round
2010 — Preliminary Round
- Клубный кубок африки: 3

1991 — Первый раунд
1992 — Первый раунд
1993 — Первый раунд
- Кубок конфедераций КАФ: 3

2006 — Preliminary Round
2007 — Preliminary Round
2011 -
- Кубок обладателей кубков КАФ: 3

1975 — Первый раунд
1994 — Первый раунд
1997 — Preliminary Round